# Attenuierung
Unter Attenuierung (von lateinisch attenuare: „dünn werden, schwächen, vermindern“) oder auch Virulenzminderung, Attenuation und Abschwächung, versteht man in der Mikrobiologie die gezielte Verminderung der krankmachenden Eigenschaften eines Erregers (Virulenz), wobei aber gleichzeitig seine Vermehrungsfähigkeit erhalten bleibt oder nur gering herabgesetzt wird. Ein ähnliches Konzept ist Antivirulenz mit dem Unterschied, dass der Erreger nicht im Labor, sondern direkt im Körper durch entsprechende Arzneistoffe entschärft wird. Bei der Attenuierung wird auch angestrebt, die für die Immunabwehr wesentlichen Oberflächeneigenschaften des Erregers (Epitope) und so seine Immunogenität zu erhalten. Daher ist die Attenuierung eine Möglichkeit, Lebendimpfstoffe (Lebend-Vakzine) für eine aktive Immunisierung herzustellen.

## Prinzip
Bei der Attenuierung wird die natürliche Eigenschaft des Erregers ausgenutzt, sich in einem für ihn ungünstigen Wirt zu Beginn zwar gering vermehren zu können, jedoch oft keine Erkrankung auszulösen. Dies wird etwa bei Viren dadurch erklärt, dass jene Rezeptoren der Virusoberfläche, die eine Aufnahme in eine spezifische Zielzelle ermöglichen, nicht auf die Zellen des neuen Wirtes angepasst sind. Weiterhin sind in Zellkulturen die Gene zur Immunevasion und manche Virulenzfaktoren unnötig und werden daher oftmals deletiert, z. B. beim Modified-Vaccinia-Ankara-Virus.
Nach mehrmaligen Passagen (entweder in einer Zellkultur, Hühnerembryo oder einem lebenden Tier) werden jene Mutanten des Erregers selektiert, die sich noch vermehren können und bei einer Übertragung auf den ursprünglichen Wirt (etwa den Menschen) in geringerer Anzahl oder mit geringeren Erkrankungssymptomen repliziert werden. Zur Abschwächung der Virulenz wird auch die Anzucht des Erregers bei ungünstigeren, niedrigen Temperaturen (etwa 25 °C) verwendet, bei der die Erreger ebenfalls ihre Virulenz verlieren können, z. B. beim Influenza-Impfstamm Ann Arbor. Bei der Attenuierung von Bakterien werden meist stabile Stämme angezüchtet, die ihre krankheitsauslösenden Gene (Pathogenitätsinseln) gezielt oder zufällig verloren haben.
Die Attenuierung verwendet man bei folgenden Erregern zur Impfstoffherstellung: Influenzavirus (Influenzaimpfstoff), Masernvirus (Masernimpfstoff), Mumpsvirus (Mumpsimpfstoff), Rötelnvirus (Rubellaimpfstoff oder kombiniert im MMR-Impfstoff), Gelbfiebervirus (Gelbfieberimpfstoff), Poliovirus (Polioimpfstoff), Varizella-Zoster-Virus (Varicellaimpfstoff), Respiratory-Syncytial-Virus, Humane Rotaviren (Rotavirusimpfstoff), Pockenviren (Pockenimpfstoff), Mycobacterium tuberculosis (als Bacillus Calmette-Guérin) und Salmonella typhi (Typhusimpfstoff).

## Antivirulenz
Antivirulent wirkende Stoffe verringern die Virulenz des Erregers während der Infektion. Dies kann beispielsweise durch Blockade der Toxinfunktion, des Toxintransports, der Zelladhäsion oder der Regulation von Virulenzgenen passieren. Ausschlaggebend ist, dass dabei keine die Fitness des Erregers beeinträchtigenden Wirkungen stattfinden, da dies sofort zu einem Selektionsdruck und zur Ausbildung von Resistenz gegen den Wirkstoff führen würde.
In einer Studie bestätigten Mellbye und Schuster an Pseudomonas aeruginosa die Vermutung, dass keine Resistenzen gegen Wirkstoffe ausgebildet werden, die das Quorum sensing in Bakterienkulturen hemmen.

## Geschichte
Die Attenuierung wurde versehentlich 1879 im Labor von Louis Pasteur entdeckt. Ein Mitarbeiter sollte vor seinem Urlaub Hühner mit einer frischen Kultur von Pasteurella multocida infizieren, um ihre Resistenz zu untersuchen. Die Infektion erfolgte jedoch erst nach einem Monat mit einer gealterten Kultur, woraufhin die Hühner weniger ausgeprägte Symptome aufwiesen und überlebten. Bei einer späteren Infektion mit einer frischen Kultur waren diese Hühner immun, was Pasteur fälschlicherweise auf den längeren Sauerstoffkontakt der Bakterienkultur zurückführte.